# Alfred des Cloizeaux
Alfred Louis Olivier Le Grand des Cloizeaux, né le 17 octobre 1817 à Beauvais (Oise) et mort le 6 mai 1897 à Paris, est un minéralogiste français.

## Biographie
Il étudie au Collège de France où il a pour professeur Jean-Baptiste Biot. Il devient professeur à l'École normale supérieure, puis au Muséum national d'histoire naturelle à Paris. Il étudie les geysers d'Islande en 1845 et 1846 et publie des travaux sur les roches éruptives. Il se consacre surtout à l'étude systématique des cristaux de nombreux minéraux, leurs propriétés optiques ainsi que la polarisation — il découvre ainsi la polarisation rotatoire du sulfate de strychnine — et aux critères de classification des feldspaths. Il participe à l'essor de la pétrologie moderne.
En 1869, Alfred des Cloizeaux est élu membre de l'Académie des sciences, dont il est président en 1889. Il est lauréat de la Médaille Rumford en 1870. Il reçoit la médaille Wollaston décernée par la Geological Society of London en 1886. Il crée la société française de minéralogie et de cristallographie en 1878. Ses ouvrages les plus connus sont Leçons de cristallographie (1861) et Manuel de minéralogie (2 volumes, 1862, 1874 et 1893).

## Distinctions
- Officier de la Légion d'honneur (décret du 24 juillet 1889). Nommé chevalier en 1863.

## Espèces minérales décrites
On lui doit la description de nombreuses espèces minérales :
- binnite  (synonyme de tennantite)
- christianite (synonyme de Phillipsite)  [1]
- montebrasite en 1871.

## Publications
- Manuel de minéralogie, tome premier, Paris, Dunod, Éditeur, 1862, texte en ligne aussi disponible sur LillOnum
- Manuel de minéralogie, tome second, Paris, Dunod, Éditeur, 1874, texte en ligne aussi disponible sur LillOnum

## Honneurs
Alexis Damour lui a dédié un vanadate en 1854 : la Descloizite.